# الزوج يريد تغيير المدام (مسرحية)
الزوج يريد تغيير المدام، مسرحية كوميدية اجتماعية كويتية. عرضت عام 2011، أخرجها وكتبها عبد العزيز المسلم.

## الفنانين المشاركين بالعمل
- عبد العزيز المسلم.
- جمال الردهان.
- إلهام الفضالة.
- شيماء علي.
- جمال الشطي.
- عمر اليعقوب.
- إبراهيم دشتي.